# ستيفنتون، هامبشاير
ستيفنتون أو ستيفنتون، هامبشاير هي قرية ريفية يبلغ عدد سكانها حوالي 250 في شمال هامبشاير ، إنجلترا. تقع على بعد 11 ميل جنوب غرب مدينة باسينغستوك ، بين قرى أوفرتون ، أوكلي و نورث والتهام ، بالقرب من التقاطع 7 من M3 الطريق السريع>
اشتهرت ستيفنسون بكونها مسقط رأس المؤلفة جاين أوستن ، التي عاشت هناك من 1775 إلى 1801 ، عندما انتقلت إلى باث مع والديها. على الرغم من أن ريكتوري التي كتبت فيها كبرياء وتحامل ، دير نورثانجر والعقل وعاطفة تم سحبها حوالي 1824 لا يزال الموقع يتميّز بشجرة ليمون قديمة يعتقد أنها قد زرعت من قبل شقيقها الأكبر جيمس الذي تولى رعيته من والده.
كنيسة القديس نيكولاس التي تعود للقرن الثاني عشر، حيث كانت عائلة أوستن ورعيته وجاين يعبدون فيه، لم تتغير إلا قليلاً منذ ذلك الوقت. في الداخل هناك أقراص تذكارية لجيمس أوستن، ابن أخيه ويليام نايت وعائلاتهم، جنبا إلى جنب مع عائلة ديكويدز الذين استأجروا عقار ستيفنتون خلال فترة أوستن نايت. في الخارج في فناء الكنيسة هي قبورهم جنبا إلى جنب مع تلك التي في وقت لاحق من اللوردات من مانور ستيفنتون.

## الحكم
القرية هي أبرشية مدنية وجزء انتخابي من أوفرتون، لافرستوك وستيفنتون في باسينغستوك ومجلس البلدية. مجلس البلدية هو مقاطعة غير حضرية في مجلس مقاطعة هامبشاير.

## أعلام
- جاين أوستن
- تشارلز جون أوستن
- كاساندرا أوستن